# The Very Best of Earth, Wind & Fire
The Very Best of Earth, Wind & Fire is het dertiende compilationalbum van de Amerikaanse band Earth, Wind & Fire, uitgebracht in 1986 op Arcade Records. Het album steeg naar nummer 21 in de Nederlandse popalbums hitlijst.

## Overzicht
Het album werd in 1989 en 1991 opnieuw uitgegeven.

## Nummers
| Nr. | Titel                                 | Duur |
| --- | ------------------------------------- | ---- |
| 1.  | Let's Groove                          | 5:35 |
| 2.  | Getaway                               | 3:42 |
| 3.  | Shining Star                          | 2:50 |
| 4.  | Spread Your Love                      | 3:52 |
| 5.  | Reasons                               | 4:53 |
| 6.  | Can't Let Go                          | 3:27 |
| 7.  | Serpentine Fire                       | 3:49 |
| 8.  | Boogie Wonderland [with The Emotions] | 4:47 |
| 9.  | Star                                  | 4:21 |
| 10. | Jupiter                               | 3:10 |
| 11. | Electric Nation                       | 3:30 |
| 12. | Fall In Love With Me                  | 4:59 |
| 13. | And Love Goes On                      | 3:06 |
| 14. | Keep Your Head To The Sky             | 5:07 |

| Nr. | Titel                       | Duur |
| --- | --------------------------- | ---- |
| 1.  | Fantasy                     | 3:43 |
| 2.  | Sing A Song                 | 3:19 |
| 3.  | Magnetic                    | 4:17 |
| 4.  | I've Had Enough             | 4:29 |
| 5.  | Got To Get You Into My Life | 4:00 |
| 6.  | Could It Be Right           | 5:10 |
| 7.  | After The Love Has Gone     | 4:25 |
| 8.  | September                   | 3:32 |
| 9.  | Wait                        | 3:39 |
| 10. | I'll Write A Song For You   | 4:16 |
| 11. | That's The Way Of The World | 5:39 |
| 12. | Something Special           | 4:21 |
| 13. | Wanna Be With You           | 4:35 |
| 14. | Saturday Nite               | 3:01 |

## Hitnotering
| "The Very Best of Earth, Wind and Fire" in de Nederlandse Album Top 100 - binnen: 20-09-1986 | "The Very Best of Earth, Wind and Fire" in de Nederlandse Album Top 100 - binnen: 20-09-1986 | "The Very Best of Earth, Wind and Fire" in de Nederlandse Album Top 100 - binnen: 20-09-1986 | "The Very Best of Earth, Wind and Fire" in de Nederlandse Album Top 100 - binnen: 20-09-1986 | "The Very Best of Earth, Wind and Fire" in de Nederlandse Album Top 100 - binnen: 20-09-1986 | "The Very Best of Earth, Wind and Fire" in de Nederlandse Album Top 100 - binnen: 20-09-1986 | "The Very Best of Earth, Wind and Fire" in de Nederlandse Album Top 100 - binnen: 20-09-1986 | "The Very Best of Earth, Wind and Fire" in de Nederlandse Album Top 100 - binnen: 20-09-1986 | "The Very Best of Earth, Wind and Fire" in de Nederlandse Album Top 100 - binnen: 20-09-1986 | "The Very Best of Earth, Wind and Fire" in de Nederlandse Album Top 100 - binnen: 20-09-1986 | "The Very Best of Earth, Wind and Fire" in de Nederlandse Album Top 100 - binnen: 20-09-1986 | "The Very Best of Earth, Wind and Fire" in de Nederlandse Album Top 100 - binnen: 20-09-1986 | "The Very Best of Earth, Wind and Fire" in de Nederlandse Album Top 100 - binnen: 20-09-1986 | "The Very Best of Earth, Wind and Fire" in de Nederlandse Album Top 100 - binnen: 20-09-1986 | "The Very Best of Earth, Wind and Fire" in de Nederlandse Album Top 100 - binnen: 20-09-1986 | "The Very Best of Earth, Wind and Fire" in de Nederlandse Album Top 100 - binnen: 20-09-1986 |  |
| Week                                                                                         | 01                                                                                           | 02                                                                                           | 03                                                                                           | 04                                                                                           | 05                                                                                           | 06                                                                                           | 07                                                                                           | 08                                                                                           | 09                                                                                           | 10                                                                                           | 11                                                                                           | 12                                                                                           | 13                                                                                           | 14                                                                                           | 15                                                                                           |  |
| -------------------------------------------------------------------------------------------- | -------------------------------------------------------------------------------------------- | -------------------------------------------------------------------------------------------- | -------------------------------------------------------------------------------------------- | -------------------------------------------------------------------------------------------- | -------------------------------------------------------------------------------------------- | -------------------------------------------------------------------------------------------- | -------------------------------------------------------------------------------------------- | -------------------------------------------------------------------------------------------- | -------------------------------------------------------------------------------------------- | -------------------------------------------------------------------------------------------- | -------------------------------------------------------------------------------------------- | -------------------------------------------------------------------------------------------- | -------------------------------------------------------------------------------------------- | -------------------------------------------------------------------------------------------- | -------------------------------------------------------------------------------------------- |  |
| Nummer                                                                                       | 43                                                                                           | 33                                                                                           | 24                                                                                           | 21                                                                                           | 22                                                                                           | 30                                                                                           | 26                                                                                           | 32                                                                                           | 35                                                                                           | 30                                                                                           | 39                                                                                           | 52                                                                                           | 47                                                                                           | 50                                                                                           | 68                                                                                           |  |

| Nummer | 96 | 86 | 69 | 57 | 54 | 51 | 50 | 59 | 70 | 93 | 100 |

| Nummer | 82 | 60 | 47 | 36 | 33 | 29 | 28 | 31 | 43 | 73 |